# Cartaletis entebbena
Cartaletis entebbena là một loài bướm đêm trong họ Geometridae.